# 孫國棟 (教授)
孫國棟（1922年10月9日—2013年6月26日），筆名孫慕稼，廣東番禺人，中國歷史學家，教育家、哲學家。他歷任香港中文大學歷史系主任、新亞書院文學院院長、香港新亞中學校董會成員（第一任校監）及新亞書院校友會主席，曾是中國歷史教育學會顧問。他專於研究唐宋史，另精於唐代計量史學，為唐宋史大家，尤以唐宋社會門第變遷、唐宋政制與官制的研究最為史學界推祟。
另外，孫國棟師承歷史學家錢穆。前新亞中學校長屈啟秋（1973年香港中文大學歷史系）、前香港城市大學公共政策學系政治學教授雷競璇、作家小思、前警務處處長李明逵、香港浸會大學歷史系榮休教授周佳榮以及香港浸會大學歷史系榮休教授兼新亞研究所特聘教授李金強等人則是孫氏的學生。

## 生平

### 筆名來源
孫國棟在1944年參與中國抗日戰爭時隨身攜帶一本辛棄疾詞選。基於傾慕辛棄疾，所以取了「慕稼」一筆名進行創作。

### 早年生活

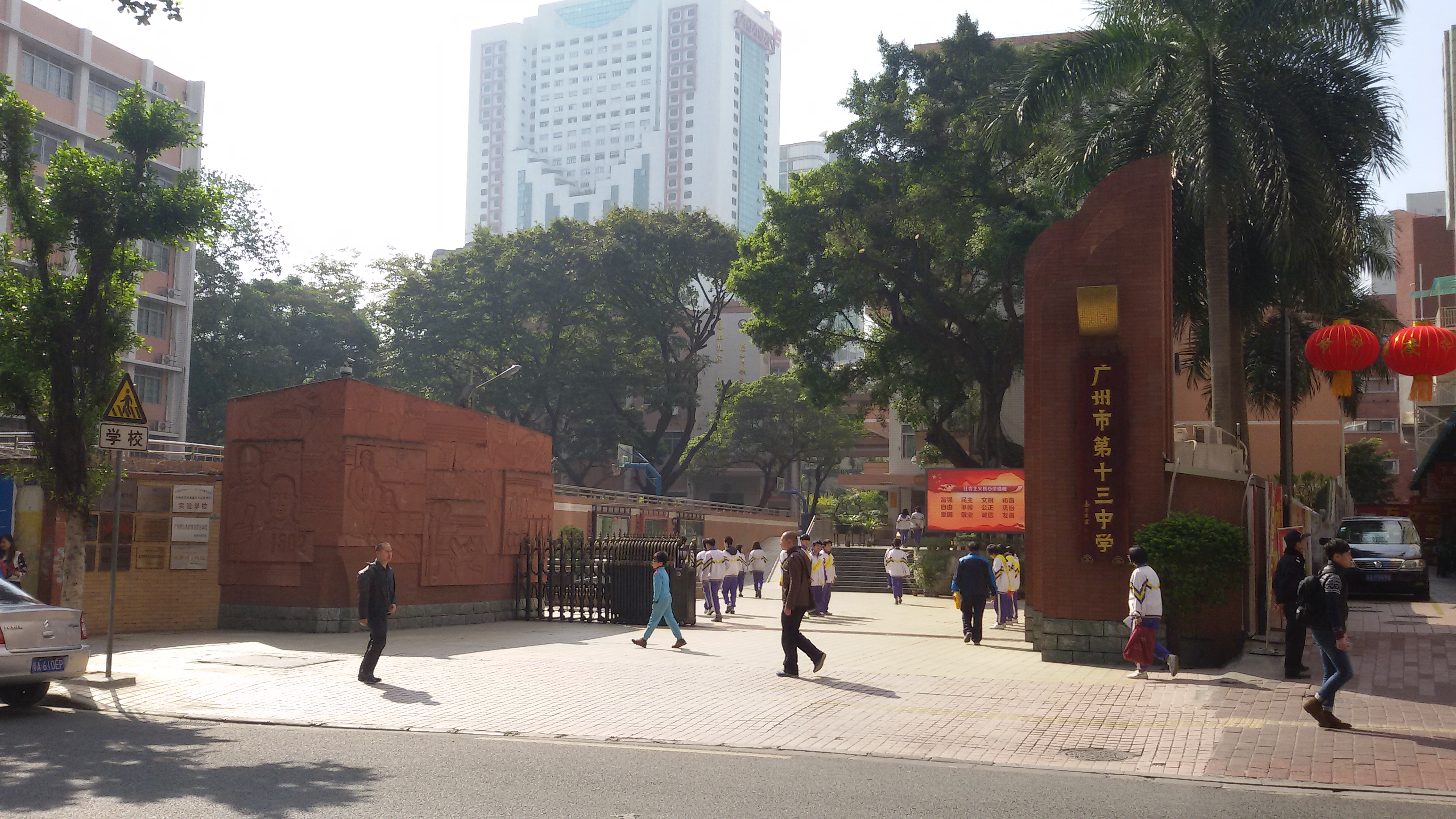
私立力行中學（1952年併入）、私立萬川中學（1953年併入）和孫國棟早年就讀的私立教忠中學已於1953年合併為廣州市第十三中學

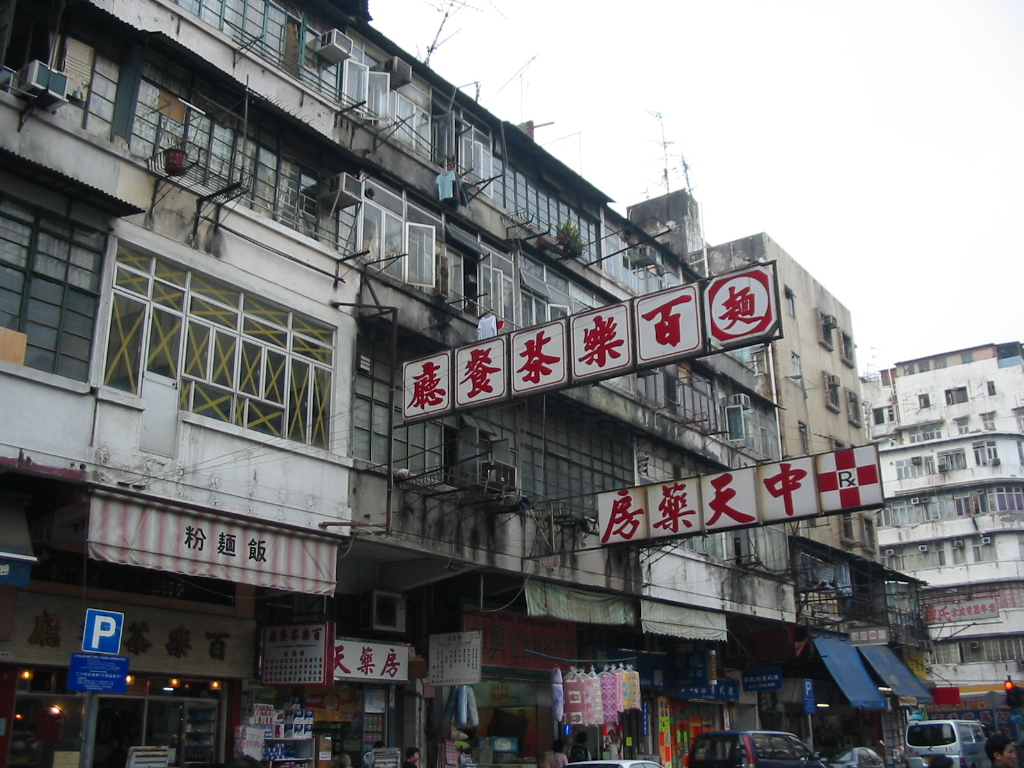
香港深水埗桂林街是新亞研究所舊址，研究所於1954年遷址九龍城嘉林邊道28號（現為迦南中英文幼稚園）。孫國棟於1955年至1956年間在九龍城校舍修讀碩士歷史研究課程，1956年至1957年則在靠背壟農圃道新校址修畢學位

孫國棟生於廣州市，早年定居同福路，在珠江北岸文德路廣州私立教忠中學（今越秀區文德路83號廣州市第十三中學高中部所在地）就讀初中。高中時因廣州淪陷而逃難到葡屬澳門，在該處南灣媽閣街的教忠中學完成學業，繼而到香港暫住。適逢太平洋戰爭爆發，他與家人逃難至廣西桂林，大學時期再移居重慶。
1942年，孫國棟入讀國立政治大學法政系，低兩個年級的校友計有小說家金庸（1944年入學）。當孫氏修讀大學三年級期間，他於1944年冬季響應中華民國國民政府中國青年軍口號「一寸山河一寸血，十萬青年十萬軍」，參與中國抗日戰爭，1945年元旦入伍。投筆從戎的原因出於自小受國恥教育，加上受到國軍英勇抗戰的表現打動，故此捨身參戰。入伍前，孫國棟與同學組織了一支臨時宣傳隊到附近市鎮宣傳平劇。入伍初年隸屬青年軍第201師，其後隨孫立人統領的「新一軍」，於緬甸戰役中對抗日本，其時辦過軍旅報紙《精忠報》。孫國棟戰後退伍且回南京復學。當年，即1945年，國立政治大學已由重慶遷回至創辦原址南京。
從政治大學畢業後未幾，孫國棟於1946年參加政府舉辦的行憲國民大會，在會場任助手，1947年任職廣州市政府公務員。他輾轉重返澳門執教鞭，早上於一所小學任教，晚上於華南大學任教歷史，至1949年礙於政局不穩而赴港延續教育事業。

### 戰後發展

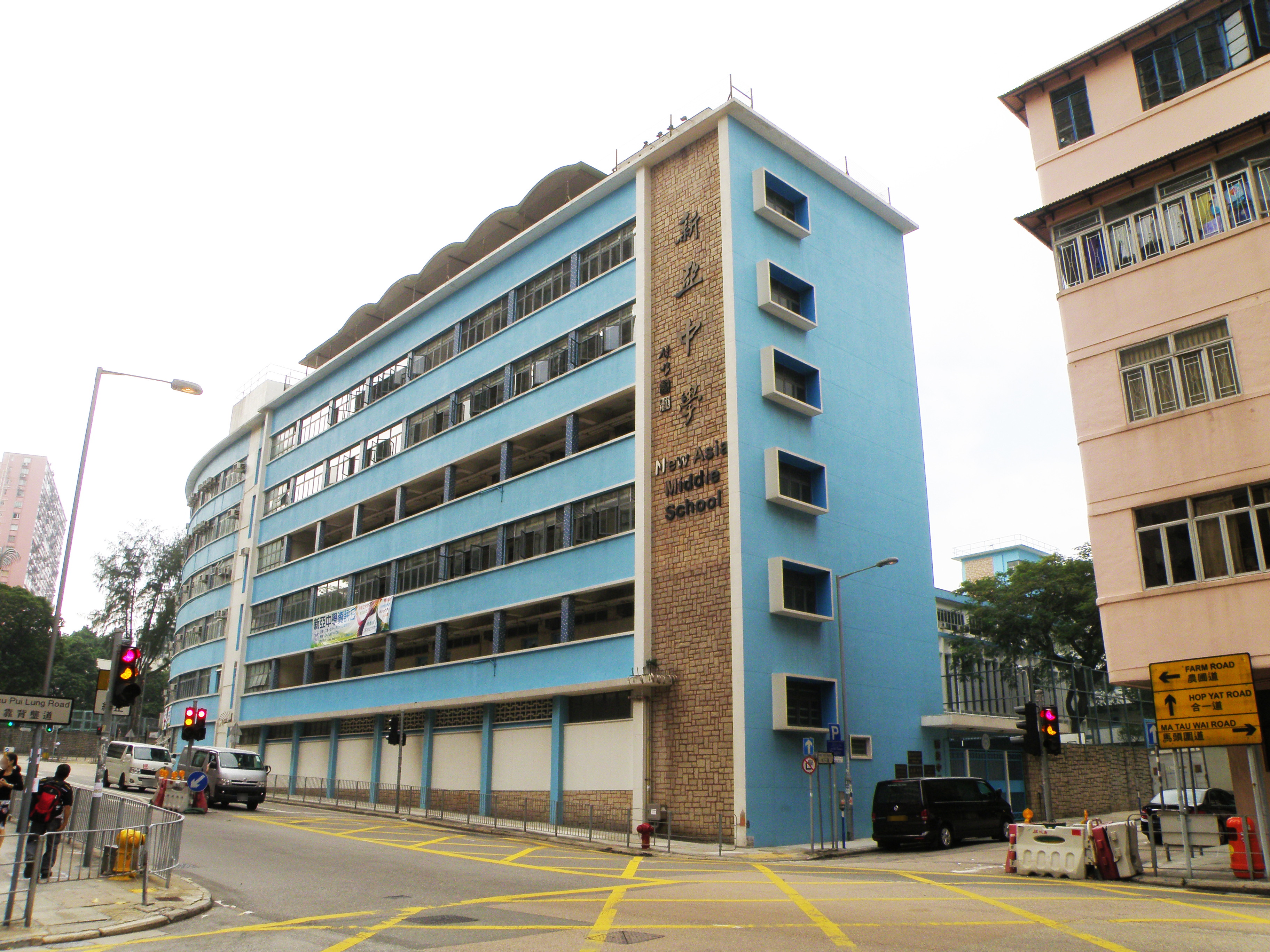
孫國棟在新亞書院農圃道舊址出任歷史系主任，1973年獲新亞中學校董會委任為首任校監

1949年中國共產黨掌政，他與夫人何冰姿寄住在親戚位於九龍塘的寓所。此前碰巧前新一軍上校秘書陳劍科於深水埗基隆街創立嶺東中學自任校長，陳氏來信邀孫氏出任訓導主任一職。衡量了華南大學的教職前景不好的孫國棟自覺香港發展的機會較多，結果舉家來港。由於他曾投稿《人生》雜誌，為雜誌創辦人、東方人文學會發起人王道賞識，於是獲邀擔任《人生》雜誌編輯，同期又得到身兼《中南日報》社長的陳劍科賞識，任《中南日報》主筆，編過刊物《六十年代》。孫國棟通過投稿《人生》雜誌而認識錢穆、徐復觀、唐君毅、牟宗三等哲學名家，亦受他們啟發以踏上學術之路為終生志向。
1955年，他放棄辦報，改到新亞研究所師從錢穆治國史，另一方面受全漢昇、牟潤孫、嚴耕望等歷史學者教導，於1957年成為新亞研究所第一屆畢業生。孫國棟畢業後到新亞書院以專任教師身份講授歷史。得此契機的緣由源於他在1957年在《新亞學報》發表題為〈唐代三省制之發展研究〉的碩士畢業論文，深得錢穆和哈佛大學教授楊聯陞欣賞，最後能留在新亞研究所從事教職。後來他在1962年9月至1963年6月間被錢氏推薦參與哈佛燕京學社的中國歷史研究聯合項目，並獲得學社的經費補助。
1958年，新亞書院文史系聘用孫國棟為錢穆的助教，負責教授3個科目。1964年以後隨著錢氏離開香港中文大學（1965年正式辭任新亞書院院長），孫國棟歷任新亞書院歷史系主任（1963年繼任）、輔導長、文學院院長以及香港中文大學歷史系主任，1978年至1983年擔任新亞研究所所長。學術上，他以錢穆《國史大綱》為體編輯中國歷史教科書，重視歷史精神。當時香港人人書局通過錢穆覓得孫國棟為合適人選，如是讓孫氏開始編寫以中一至中五年級學生為對象的《中國歷史》系列教科書。自1973年新亞中學創辦後，孫國棟出任校董會成員，同年起至1983年擔任該校校監。此外還於1974年獲香港大學頒授哲學博士學位，1977年獲委任為香港中文大學歷史系務會主席（在1960年代已是系務會委員）。在數十年教學生涯中，孫國棟主力教授中國通史和隋、唐、宋三朝歷史。忙於處理歷史系行政工作之餘，他當年仍任教於新亞研究所史學組。
及至1983年，他辭去香港中文大學系主任職務，到美國過退休生活。

### 晚年境況

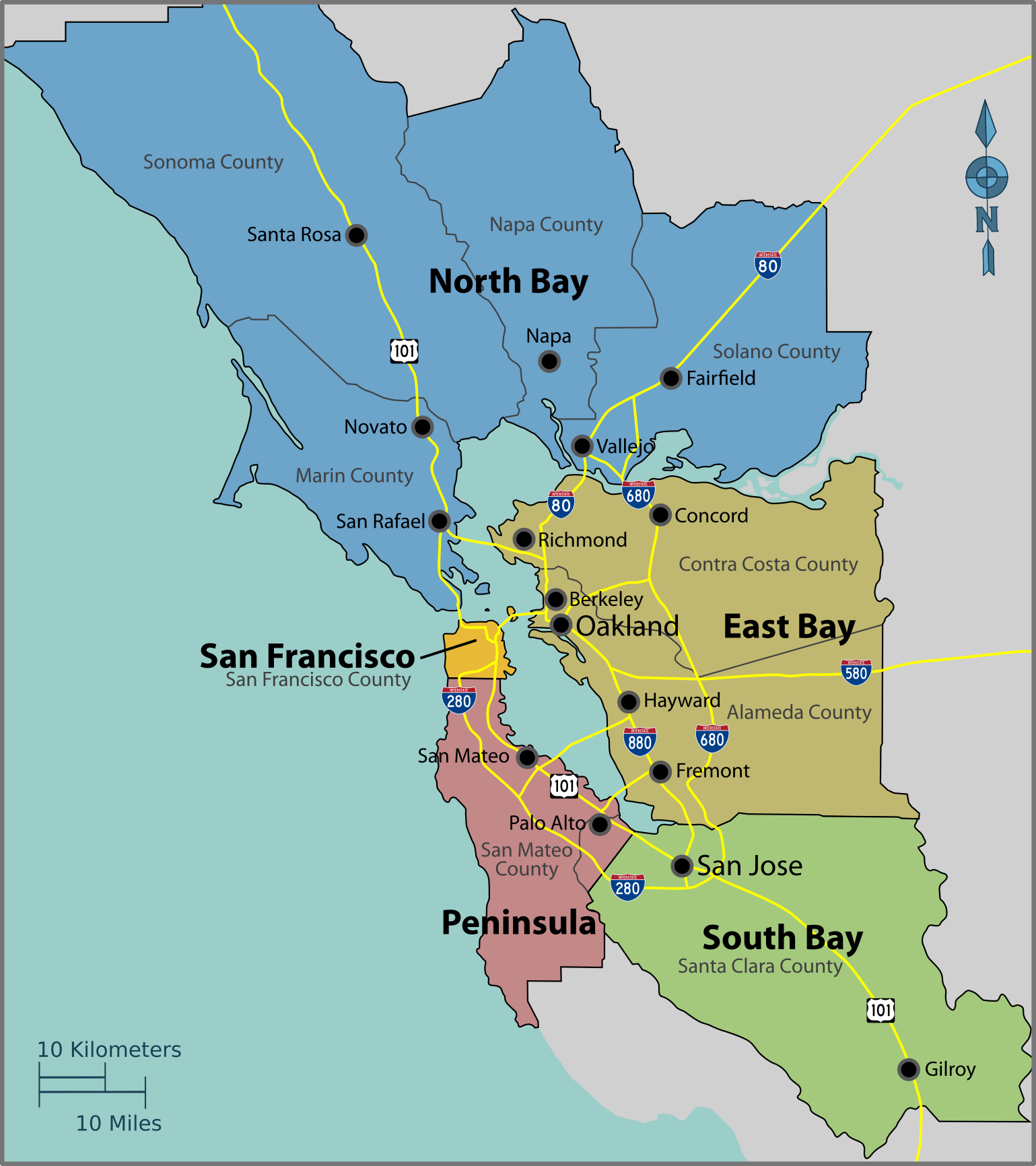
1983年退休後，孫國棟到加利福尼亞州三藩市灣區東部地帶生活

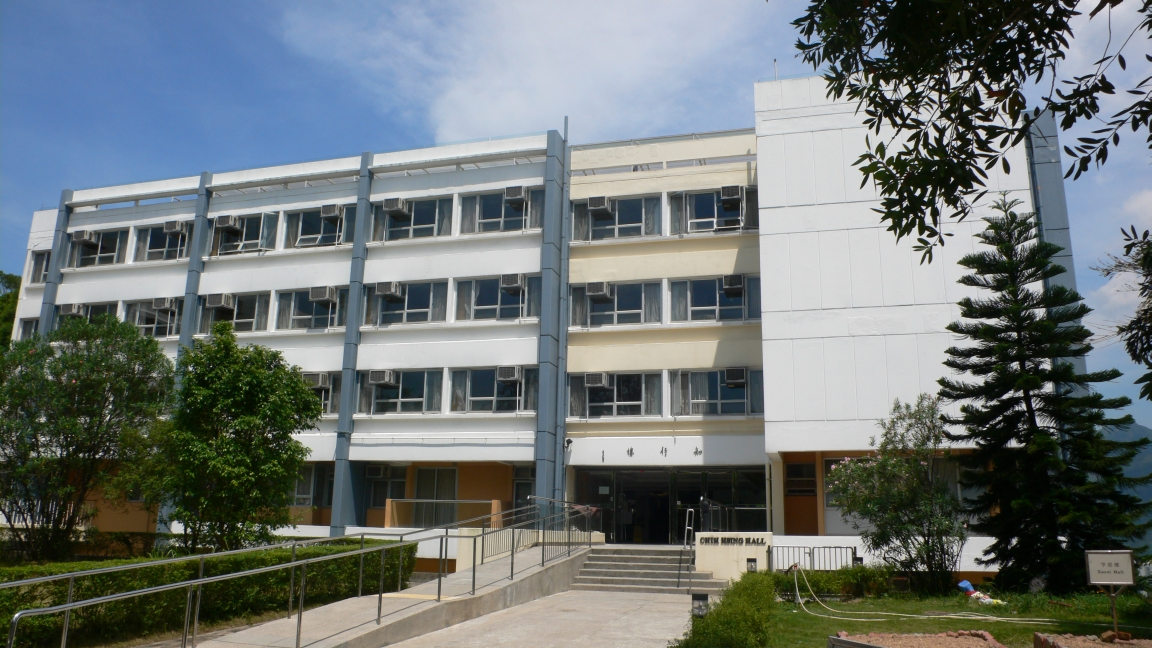
孫國棟晚年遭逢巨變，2005年回港定居新亞書院學生宿舍，知行樓地下舍監室

退下了教職的孫國棟仍花時間治史，先後與夫人定居加利福尼亞州一個小鎮及三藩市灣區聖巴勃羅。由1989年起到1995年之前，他定期為加利福尼亞州大學柏克萊分校學生主持中國文化講座。2004年，孫國棟被時任香港浸會大學歷史系系主任周佳榮邀請回港作「香港史家與史學研討會」主題演講。
2005年經歷數名親人離世後，加上有意回港生活，方便自己接近圖書館以完成研究項目，孫國棟便決定獨自遷回香港，獲新亞書院安置於其學生宿舍知行樓地下舍監室，直至終老。2005年至2009年間，孫國棟把多篇若干年前撰寫的生活散文集結成個人文集。最後一本推出的作品是為繼承夫人心志 ─ 出版一本包含名人雋語及作文指導的著作─ 於2009年發行的《拾掇 慕稼軒文存（第三集）》。
2009年往後，孫國棟的健康狀況每況愈下，終在2013年6月26日歿於知行樓，享年91歲。其家屬同年8月3日於香港殯儀館為他設靈，8月4日進行出殯儀式。生前受其教導的學生也以他名義成立「孫國棟中國教育基金」。

### 其他資料
孫國棟曾擔任1961年至1962年度、1963年至1964年度以及1972年至1973年度新亞書院校友會會長。

## 家庭
1947年8月31日，孫國棟在廣州市與中學同學、廣東省三水縣人何冰姿舉行婚禮。孫何伉儷於1938年入讀教忠中學高中一年級時認識，婚後育有2子2女。
- 父：孫雅如（1887年 - 1979年10月10日）[3][56]
- 母：程衍池[3]
- 舅父：程天固（1889年－1974年9月15日），是前廣州市市長[3][57][58]。
- 外父：何覺甫，是廣雅書院（現為廣東廣雅中學）創辦人之一[59]。
- 外母：沈芷芳（卒於1969年10月29日），是汪精衛的外甥女及1920年代廣州私立教忠中學校長[22][27][60]。
- 妻子：何冰姿（1924年9月13日 - 2004年2月11日）[59]，師從黃君璧和現代美術家徐悲鴻義子駱拓[27]，是沙田信義學校（現為基督教香港信義會禾輋信義學校）前校長[59][61]（1971年至1976年[27]）。其舅父為民國政治人物汪精衞[27]，表兄弟有朱執信和史堅如[27]。
  - 2002年確診患有急性白血病[27]，終因血癌在三藩市病逝[27]，享年80歲[59]。
- 長女：孫經文（1948年7月7日 - 2003年4月12日）[62]，畢業於香港中文大學歷史系[62]，長期從事歷史教學工作[62]；也活躍於中國歷史教育學會活動[62]，爭取中學保留中國歷史科及改革歷史課程[62]。
  - 2003年4月與其夫婿吳家望在沙田排頭村寓所內[62][63]，疑遭他們僱用的菲律賓籍男傭工 Magno Cruz Manalili 謀殺。疑犯翌年12月在菲律賓落網[64]，到了2010年才被引渡到香港受審[65]。2011年6月，香港高等法院陪審團一致裁定被告罪名不成立[66]。
- 長子：孫經武，孫經文胞弟[62]，為一名化學系博士，於1970年代入職香港中文大學化學系[67]。
- 次子：孫緯武，為聯科集團創辦人兼首席執行官、美國聖路易華盛頓大學物理學系教授以及香港中文大學物理系榮譽教授[62][68][69][70][71]。
- 幼女：孫允文（1969年 -）[27]

## 孫、柏論戰
1986年至1988年，孫氏與柏楊掀起論戰：他在《明報月刊》發表過〈就教於柏楊先生—評〈醜陋的中國人〉〉、〈評〈醜陋的中國人〉引起的風波——兼談柏楊先生的謊言及其近作〉、《再評柏楊著〈醜陋的中國人〉》等文章，反對柏楊「醜陋的中國人」之說。從其角度而言，柏楊不明白文化既有「自生自主的性格」，又有調整改進的空間，而且「不可以完全割斷然後求再生」。民族與文化之間血肉相連，中國民族之所以能夠屹立5000年有賴中國文化作為支撐。各個民族文化均在「消化吸收後再生長出來才能滋長繁榮」的過程中吸收新養料。柏楊對中國文化的詛咒與污辱反映他沒有真誠地反思，未見其對中國歷史方面作出理性的檢討。再者柏楊沒有接觸過「大傳統」 ─ 「先秦以來由學術文化的凝結出來的對人生價值的認取與人生理想的肯定」─ 而只執著於「小傳統」 ─ 「在各時代各地區在政治經濟環境下所造成的社會意識」。不是當問題出現時就直指本質上需要多個因素搭配、整合而成的的某文化沒有價值。由此，孫國棟批評柏楊提出中國文化屬「醜陋的文化、害人的文化」是不正確的觀點。
鑑於中國政府在1980年代末高舉「反對資產階級自由化」運動旗幟，孫、柏之間的論戰引發其他文化界人士加入抨擊柏楊的行列。《醜陋的中國人》同步在1987年禁售於中國大陸，負責編輯與出版該書籍者則遭到處分。事件發酵的同時，《光明日報》於1987年3月1日曾經把孫國棟在1986年11月《明報月刊》〈就教於柏楊先生——評醜陋的中國人〉一文修改成〈中國人醜陋嗎？〉再刊出，其中刪去内文約4000字，繼之而來1987年7月第43期《探索》雜誌轉載〈中國人醜陋嗎？〉而非〈就教於柏楊先生——評醜陋的中國人〉原文，令外界一度以為有人冒充孫國棟造文炒作。
除了《醜陋的中國人》爭議之外，孫國棟於1986年4月在《明報月刊》發表〈一本不暸解原著的譯作——評柏楊版資治通鍳〉，闡述《柏楊版資治通鑑》論述膚淺。具體而言，他認為柏楊的白話譯文一來顯示出其對司馬光思想感情的不了解，二來誤認司馬光的主觀意見，由此翻譯出來的文字意思不準確。面對歷史學者議論，柏楊於1987年在訪問中提到〈一本不暸解原著的譯作〉刊登後，他沒有時間答覆孫氏的批評，卻直言孫氏犯了基本的錯誤 ─ 忽略文言文的粗糙性，傾向按照字典上的意義去解釋古文。

## 政治取態
八九民運期間，孫國棟與何冰姿積極參與海外的支援活動。不久六四事件發生，他撰文表達對北京學子以青春之年磊落赴死的敬重之情，同時予以讚美。自1989年以來，孫國棟為中國民主教育基金會擔任評審委員。而為表揚其貢獻，中國民主教育基金會於2003年5月向孫氏及其夫人頒發「傑出民主人士獎特別獎」。
民主觀點上，孫國棟認為中國必須逐步走向民主，可以通過「教導人民民主」和「認識民主」來達成，而非教導人不民主。他以香港為例，香港具有「經濟良好」、「教育水平高」、「中產階段強大」及「民主訓練有基礎」4個很好實行民主的條件。中國政府若善用香港這些政治與文化價值，就能把香港塑造為一個政治、經濟特區。雖然他覺得「中國歷史上是沒有民主的」，然而明言應該走向民主是毫無疑問的事。任何民族都能發展出民主這種人們理性的產物，不存在是西方國家東西的說法。既然「民主自由是所有理性人類社會裏的正當要求，是發自內心的正當要求。」，中國，包括香港在內，當然要朝著民主方向發展。從民主發展的步伐而言，這與各個民族的機遇有關。

## 著述
*以下列表只記錄孫國棟主要著述之作品，若有遺漏，請協助補充相關資料。
孫國棟是香港華文史學界首位以計量方法研究唐宋二朝政治與社會歷史的學者。他發表了多篇論文，諸如〈唐書宰相表初校〉（1956年）、〈唐宋之際社會門第之消融〉（1959年）、〈北宋農村戶多口少問題之探討〉（1960年）、〈宋代官制紊亂在唐制的根源源—宋史職官志述宋代亂制根源辨〉（1970年）等。部分收錄於不同的著作或學刊，如《唐宋史論叢》之中。他筆下尚有以多個筆名創作的散文傳世。
| 著作名稱                      | 出版地 | 出版社             | 出版年份 | 備註                                                     |
| ----------------------------- | ------ | ------------------ | -------- | -------------------------------------------------------- |
| 《寄時代青年 生活與思想》     | 香港   | 華僑印書館         | 1954年   | 以筆名孫慕稼創作、2006年由新亞書院再度出版               |
| 《強烈的生命》                | 香港   | 華僑印書館         | 1955年   | 以筆名孫慕稼創作                                         |
| 《學問與人生》                | 香港   | 南天書業           | 1950年代 | 以筆名孫慕稼創作                                         |
| 《生死與人生》                | 香港   | 大眾書局           | 1960年   | 以筆名孫慕稼創作                                         |
| 《中國歷史》                  | 香港   | 人人書局           | 1962年起 | 第一至十冊（原版），由錢穆校訂、香港第一套中國歷史教科書 |
| 《唐宋史論叢》                | 香港   | 龍門書店           | 1980年   |                                                          |
| 《新編中國歷史》              | 香港   | 人人書局           | 1985年起 | 一套多冊、中國歷史教科書                                 |
| 《評柏楊》                    | 香港   | 明報出版社         | 1989年   |                                                          |
| 《唐宋史論叢（增訂版）》      | 香港   | 商務印書館（香港） | 2000年   |                                                          |
| 《何冰姿陶藝創作》            | 香港   | 慕稼軒             | 2005年   |                                                          |
| 《生命的足跡》                | 香港   | 商務印書館（香港） | 2006年   | 輯錄三十多篇生活散文                                     |
| 《慕稼軒文存》                | 香港   | 科華圖書           | 2007年   |                                                          |
| 《慕稼軒文存（第二集）》      | 香港   | 科華圖書           | 2008年   |                                                          |
| 《拾掇 慕稼軒文存（第三集）》 | 香港   | 科華圖書           | 2009年   | 何冰姿遺編、孫國棟重編                                   |

## 榮譽
- 1980年，被選入美國馬奎斯世界名人錄（Marquis Who’s Who）「世界名人錄」[87]
- 1982年，列入英國劍橋國際傳記中心的參考書籍 ─ 大英聯邦名人錄（Who’s Who in the Commonwealth）、有成就的人（Men of Achievement）及國際人物描寫（International Register of Profiles）[87]
- 1983年，列入英國劍橋國際傳記中心的參考書籍 ─ 國際知識分子名人（International Who’s Who of Intellectuals）[87]

## 外部連結
- 孫國棟先生專訪，弘毅教育文化學會，2007年12月8日（页面存档备份，存于）
- 孫國棟﹕《河殤》余談，黃花崗雜誌，2002年-2003年（页面存档备份，存于）
- 孫國棟教授喪禮小冊